# Pero de Nerpio
Pero de Nerpio es el nombre de una variedad cultivar de manzano (Malus domestica). Esta manzana está cultivada en diversos viveros entre ellos algunos dedicados a conservación de árboles frutales en peligro de desaparición. Esta manzana es originaria de la Provincia de Albacete, Nerpio, donde tuvo su mejor época de cultivo comercial hasta la década de 1960, y actualmente en menor medida aún se encuentra.

## Sinónimos
- "Manzana Pero de Nerpio",[5][7][8]

## Historia
La Sierra del Segura presenta unas condiciones de clima y de suelos excelentes para el cultivo del manzano. De hecho, hasta hace pocas décadas en la localidad de Nerpio (Albacete) se cultivaban en abundancia y la fruta era destinada a la venta, siendo una buena fuente de ingresos. A finales del siglo XX se ha relegado su cultivo debido a la fortísima competencia de las variedades selectas extranjeras comercializadas masivamente. Hoy quedan pocos ejemplares asociados al consumo local y familiar, y donde se cultivaban han  dejando paso al cultivo de nogales.
'Pero de Nerpio' está considerada incluida en las variedades locales autóctonas muy antiguas, cuyo cultivo se centraba en comarcas muy definidas. Se caracterizaban por su buena adaptación a sus ecosistemas y podrían tener interés genético en virtud de su adaptación. Se encontraban diseminadas por todas las regiones fruteras españolas, aunque eran especialmente frecuentes en la España húmeda. Estas se podían clasificar en dos subgrupos: de mesa y de sidra (aunque algunas tenían aptitud mixta).
'Pero de Nerpio' es una variedad clasificada como de mesa; difundido su cultivo en el pasado por los viveros comerciales y cuyo cultivo en la actualidad se ha reducido a huertos familiares y jardines privados.

## Características
El manzano de la variedad 'Pero de Nerpio' tiene un vigor Medio; florece a inicios de mayo; tubo del cáliz cónico o en embudo con tubo corto, y con los estambres situados por debajo de la mitad.
La variedad de manzana 'Pero de Nerpio' tiene un fruto de tamaño medio; forma más alta que ancha, oval o tronco-cónica, rebajada en el lado del ojo, y contorno irregular; piel levemente grasa; con color de fondo amarillo, siendo el color del sobre color rojo suave, importancia del sobre color medio, siendo su reparto en chapa, con chapa leve rojo suave en la zona expuesta al sol, acusa punteado uniforme, ruginoso entremezclado con blanco, y una sensibilidad al "russeting" (pardeamiento áspero superficial que presentan algunas variedades) muy débil; pedúnculo corto, fino y sobresale ampliamente de la cavidad pedúncular, anchura de la cavidad peduncular es estrecha, profundidad de la cavidad pedúncular es  mediana, poco profunda, con incipiente chapa ruginosa, borde levísimamente ondulado, e importancia del "russeting" en cavidad peduncular débil; anchura de la cavidad calicina medianamente estrecha, profundidad de la cav. calicina poco profunda, de borde ondulado más o menos leve, a veces ruginosidad en el fondo, y de la importancia del "russeting" en cavidad calicina débil; ojo cerrado; sépalos muy compactos en su nacimiento, convergentes, largos, de color verdoso con tomento, el conjunto es muy característico.
Carne de color crema con fibras verdosas; textura crujiente, jugosa; sabor característico de la variedad, acidulado y dulce, al mismo tiempo
tenuemente perfumado y agradable; corazón bulbiforme. Eje abierto y hueco. Celdas alargadas y estrechas, rellenas de lanosidad. Semillas alargadas e irregulares.
La manzana 'Pero de Nerpio' tiene una época de maduración y recolección tardía en el otoño-invierno, se recolecta desde mediados de octubre hasta mediados de noviembre, madura durante el invierno aguanta varios meses más, conservándose almacenados muy bien durante casi todo el año, dándoles la vuelta de vez en cuando y retirando aquel ejemplar que haya podido echarse a perder.